# 蓋茨維爾
蓋茨維爾（Gatesville）是位於美國得克薩斯州的一個城市。蓋茨維爾是科里爾縣的縣治所在地，據2010年人口普查，蓋茨維爾有人口15,751人。蓋茨維爾市內有德州八個監獄中的五個監獄。